# 佩日采
佩日采（波蘭語：Pyrzyce）是波蘭的城鎮，位於該國西北部，距離首府什切青45公里，由西波美拉尼亞省負責管轄，面積39平方公里，鎮上建有地熱發電廠，2007年人口13,331。

## 外部連結
- Official city website （页面存档备份，存于） （波兰語）
- Satellite photo from Google Maps （页面存档备份，存于）